# Kinpusen-ji
Kinpusen-ji (金峯山寺) és el temple principal d'una branca del shugendō anomenada Kimpusen-Shugendō, religió ascètica basada en el culte a la muntanya, que combina el xintoisme antic, el budisme i creences animistes, alhora que és també un temple budista. Es troba al poble de Yoshino, en la prefectura de Nara, al Japó i el seu nom Kinpusen —Cim de la muntanya d'or— dona nom alhora a tota la regió. El 2004 fou catalogat com a Patrimoni de la Humanitat per la Unesco, sota la denominació conjunta «Llocs sagrats i camins de pelegrinatge de les muntanyes de Kii».

## Historia i arquitectura
Segons la tradició, el temple fou fundat en la segona meitat del segle vi per l'asceta En cap Gyōja, creador del shugendō. Històricament les empremtes oscil·len en els anys del període Heian; d'acord amb els escrits d'un monjo budista shingon, Regeixen Daishi (832-909), l'any 892 es va reformar el complex del temple, van crear rutes de pelegrinatge i es van construir alguns temples més petits als voltants. Així doncs, va cobrar rellevància durant el Període Nanboku-chō en convertir-se en l'epicentre de la Cort del Sud i en un punt important d'una sèrie de rutes de pelegrinatge budistes. El 1874 la secta shugendō fou prohibida pel govern i el temple va ser abandonat i caure en un estat ruïnós fins al 1886, quan fou reconstruït com un temple Tendai, una altra branca del budisme. El 1948, es va fer independent i convertí en un temple Kimpusen-Shugendō.

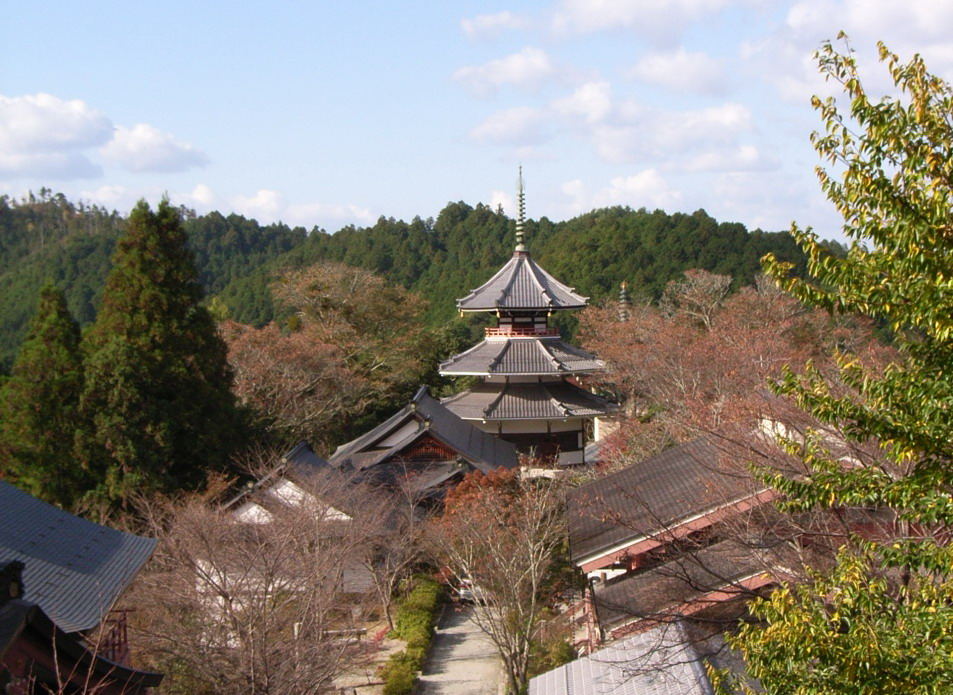
Vista general

Dins el temple destaca la sala principal Zaōdō (蔵王堂), construïda el 1592 sobre 68 pilars i amb 34 metres d'altura, la segona estructura de fusta més gran del Japó, només superada pel Daibutsuden del temple Tōdai-ji de Nara, i catalogada com a Tresor Nacional del Japó, així com la Porta de Niō (二王門, Niō-mon), estructura que fa de porta d'entrada al complex del temple.
En l'interior de la sala Zaōdō destaquen una sèrie de tres estàtues de Zaō Gongen —protectores de les muntanyes i deïtats shugendō—, amb pell blava i una alçada al voltant de set metres. Cadascuna representa una de les tres facetes del Buda gongen: la salvació del passat, el present i el futur (d'esquerra a dreta), i també han estat catalogades com a Tresor Nacional.

## Galeria

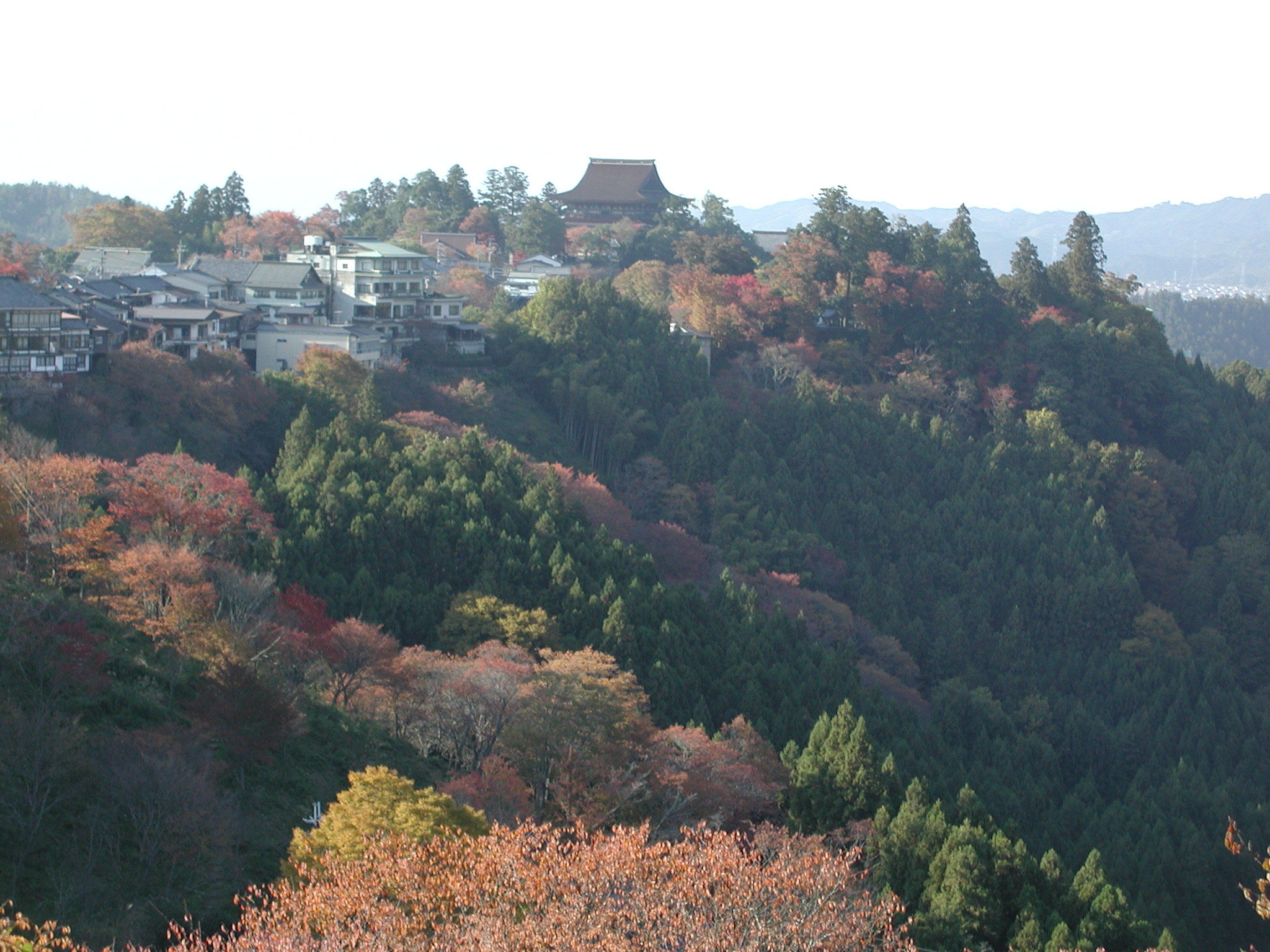
Zaō-dō
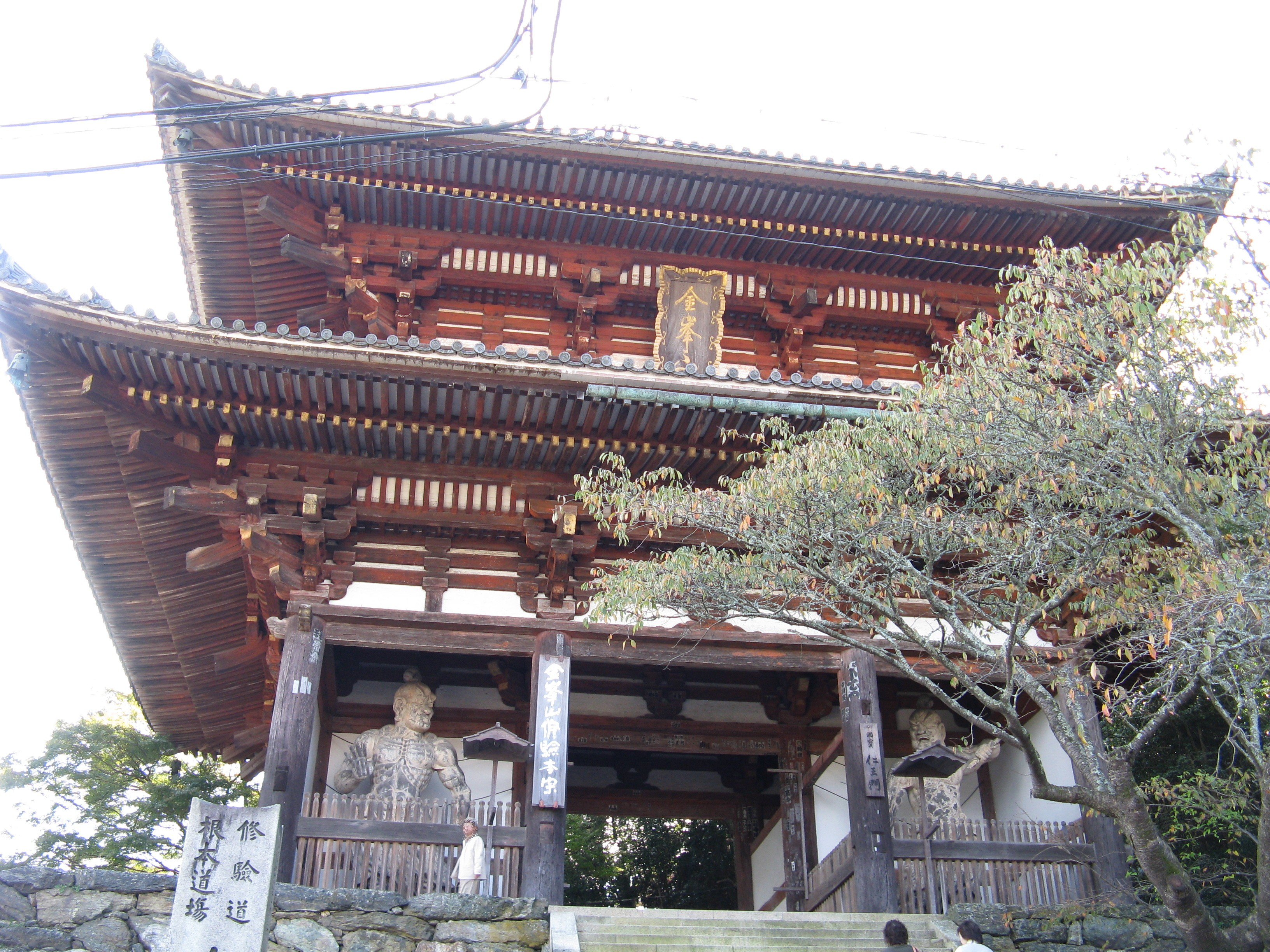
Porta de Niō (Tresor Nacional)
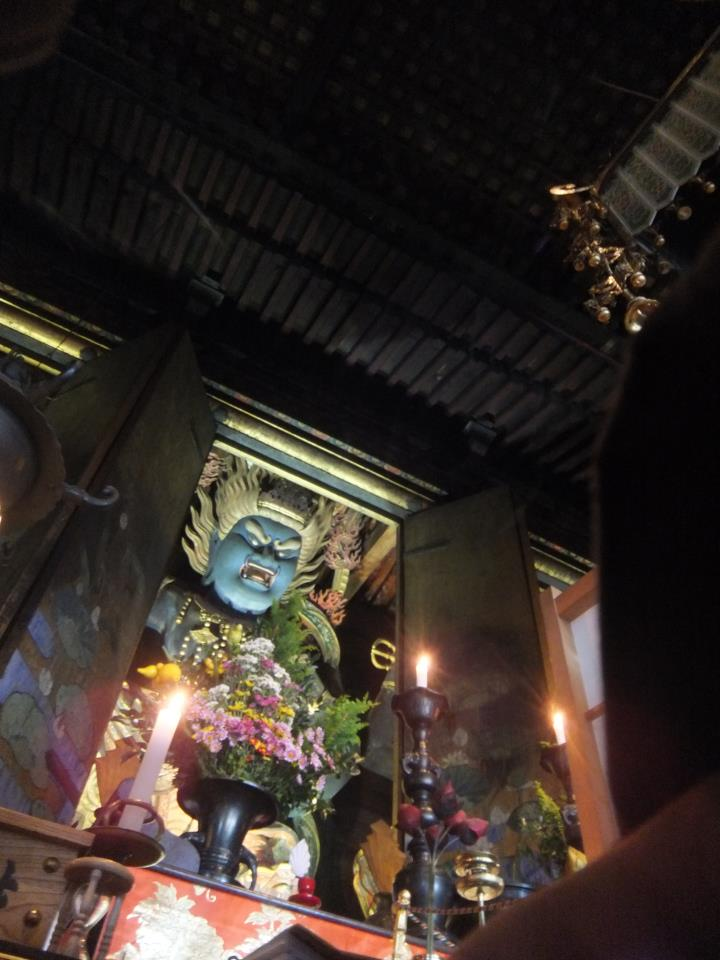
Zaō Gongen
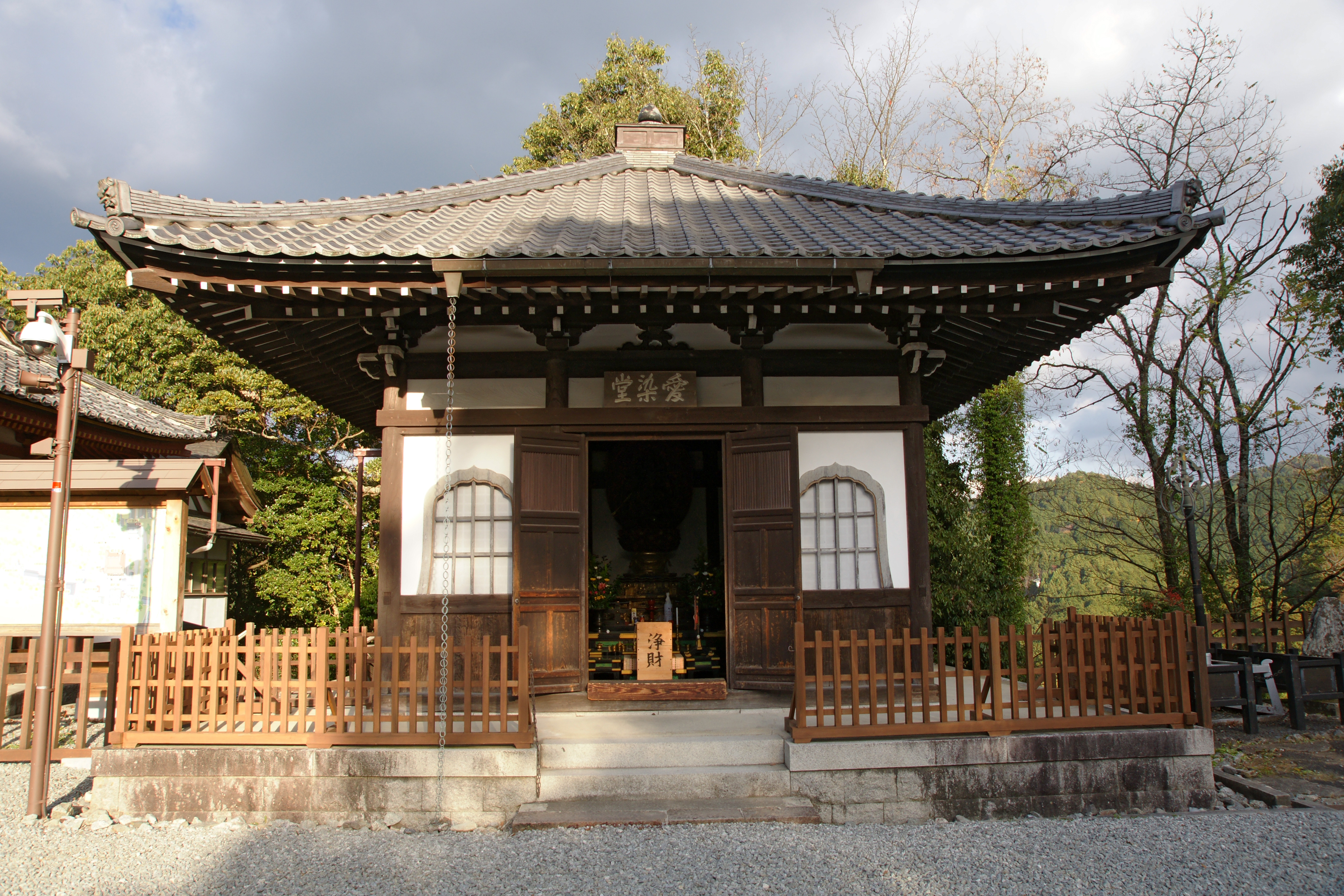
Aizendō
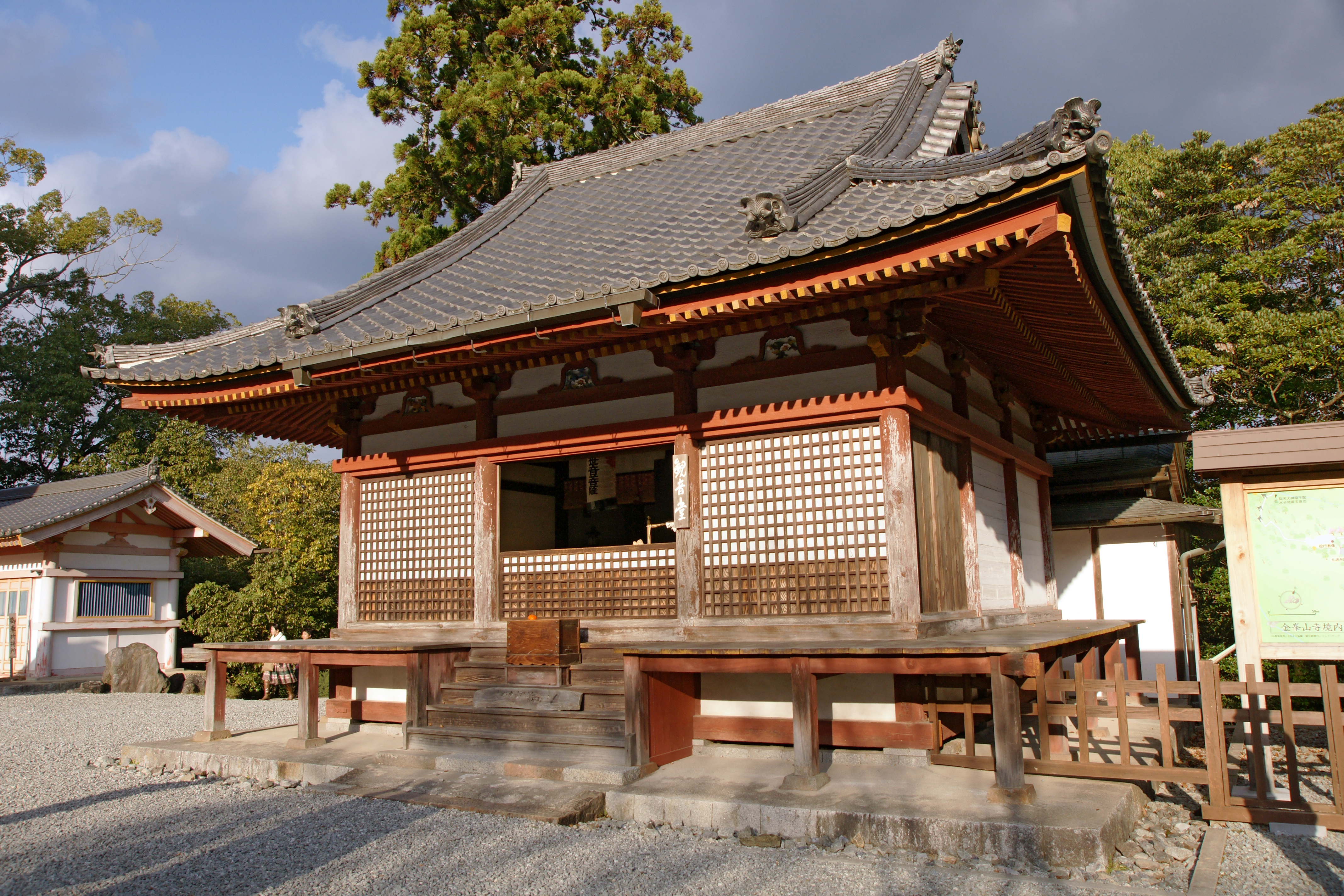
Kannonō
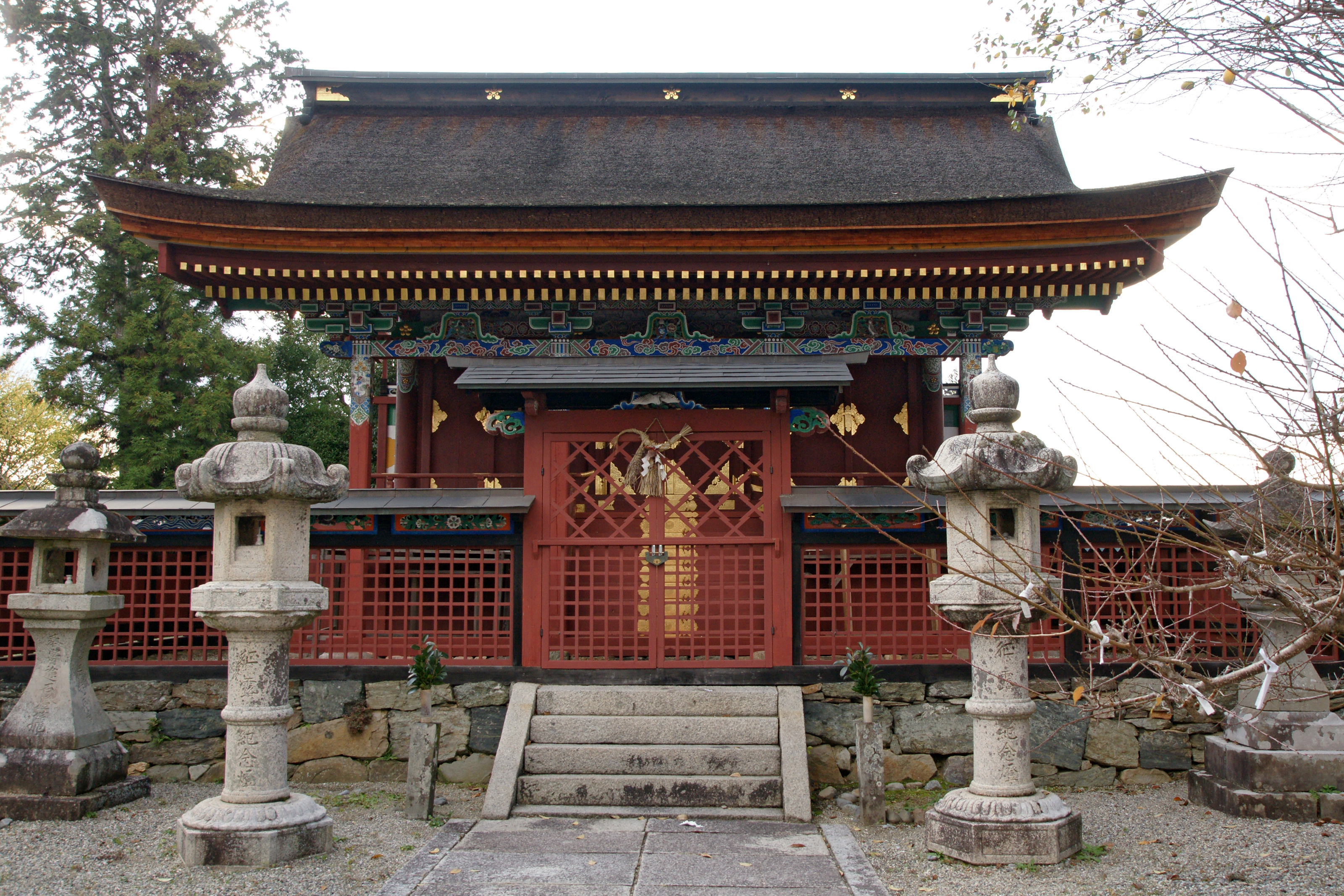
Itoku-tenmangū
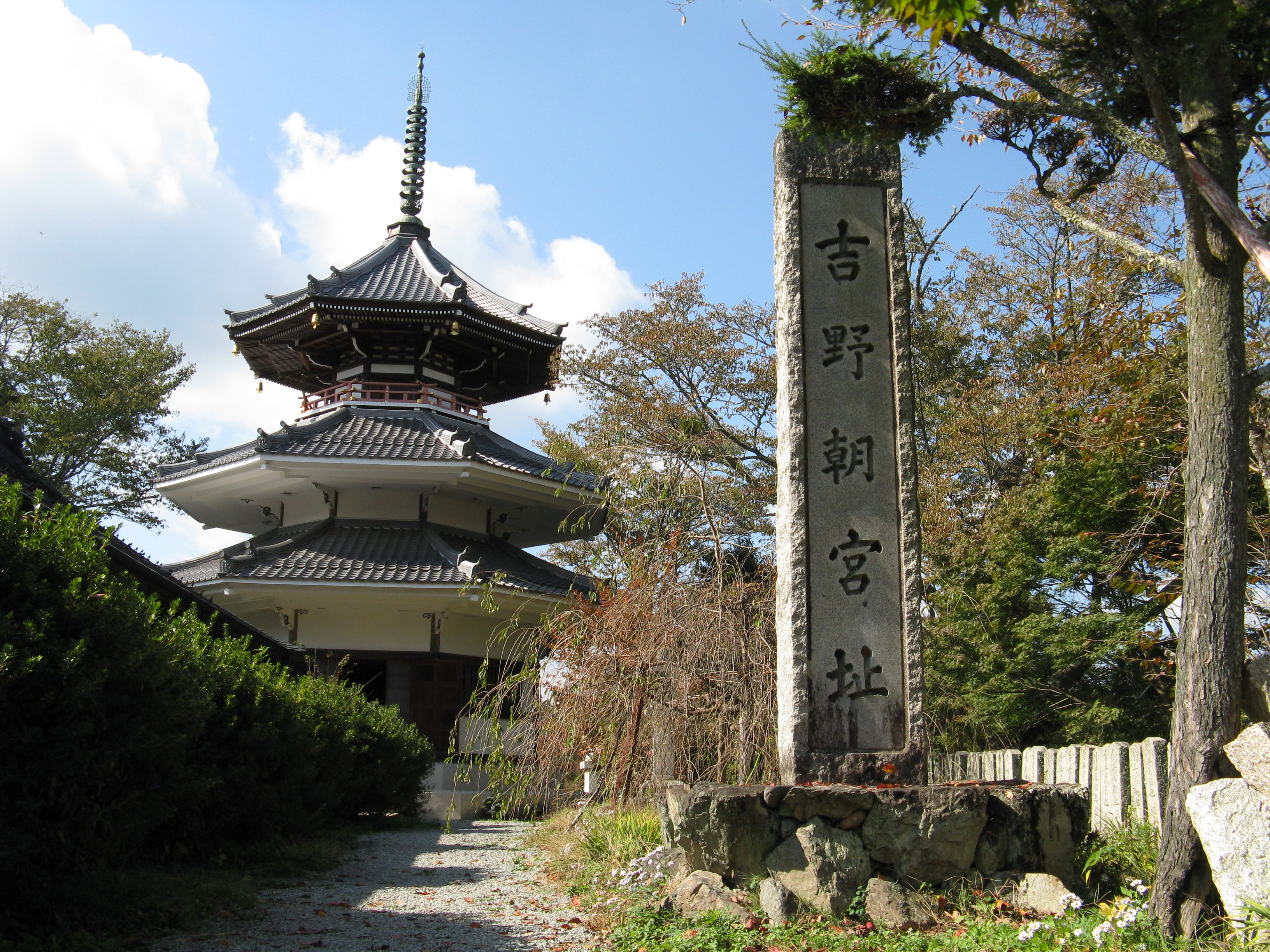
Nanchō Myōhōden
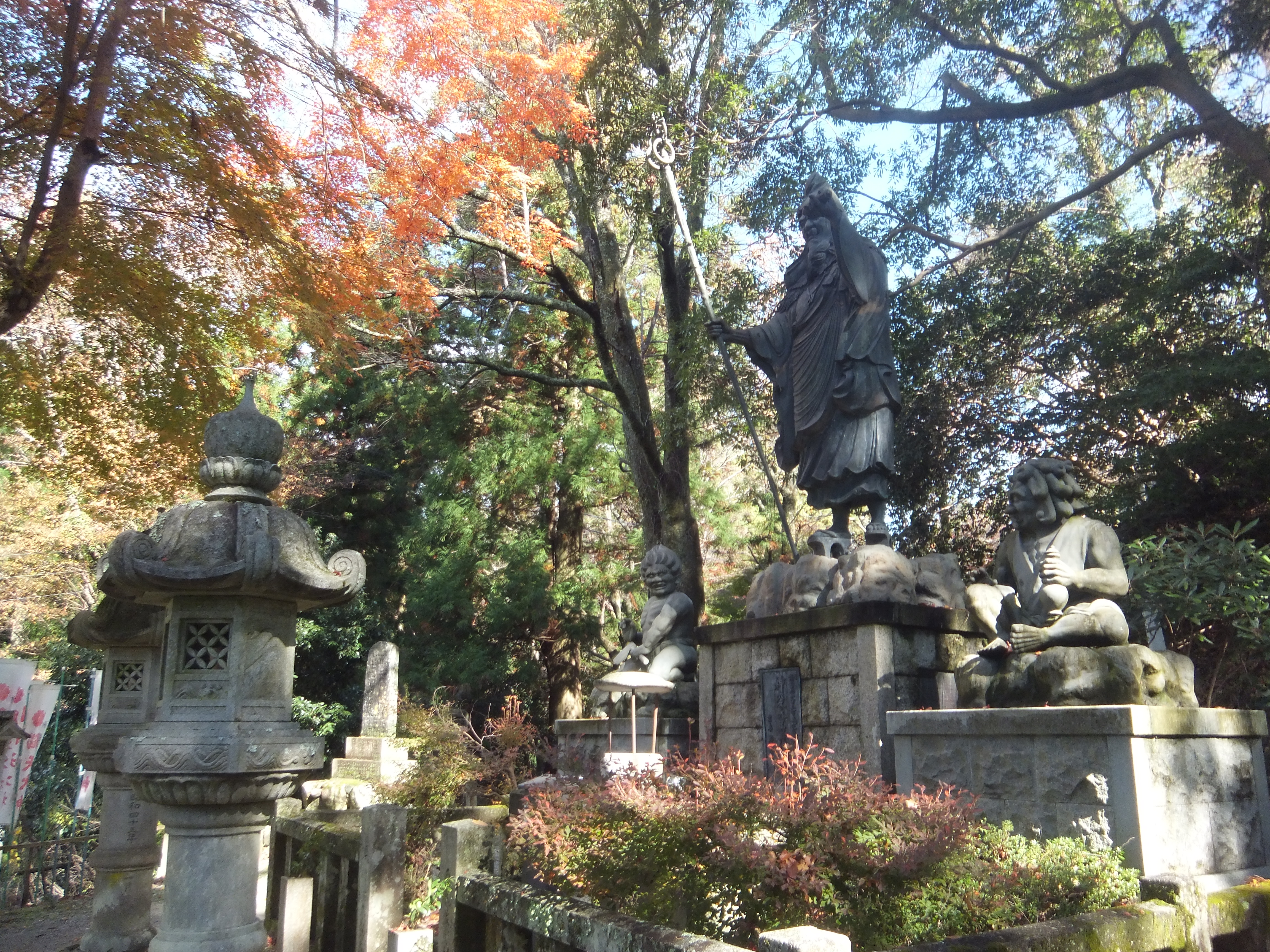
En no Gyōja (En no Ozunu)